# 장흥 연곡서원 노봉선생문집목판
장흥 연곡서원 노봉선생문집목판(長興 淵谷書院 老峯先生文集木板)은 대한민국 전라남도 장흥군 장흥읍 원도리 연곡서원에 있는, 조선 숙종 때의 문신이자 학자인 노봉 민정중(1628∼1692)의 시문집을 새긴 책판이다. 1999년 7월 5일 전라남도의 유형문화재 제218호로 지정되었다.

## 개요
조선 숙종 때의 문신이자 학자인 노봉 민정중(1628∼1692)의 시문집을 새긴 목판이다. 정조 8년(1784)에 판을 새겼으며, 298매가 남아 있다.
민정중은 송시열의 문인으로, 효종 즉위년(1649)에 문과에 장원으로 급제하여 성균관전적, 예조좌랑, 홍문관수찬와 각 도의 암행어사의 벼슬을 지냈다. 그후 성균관대사성, 이조참판, 우의정, 좌의정 등을 지내고 1689년 기사환국으로 남인이 집권하자 노론의 여러 사람들과 함께 벼슬을 빼앗기고 벽동에 유배되어 그곳에서 죽었다. 그가 죽은 후 그의 위패가 여러 서원에 모셔졌으며, 시호는 ‘문충’이다.
없어진 목판이 몇 개 있으나 연대가 앞서고 보존상태가 양호하여 그 가치가 있다. 현재 전남 장흥의 연곡서원에 소장되어 있다.

## 같이 보기
- 민정중
- 연곡서원

## 참고 문헌
- 장흥연곡서원노봉선생문집목판 - 국가유산청 국가유산포털